# Клан Грант

Емблема клану Грант.

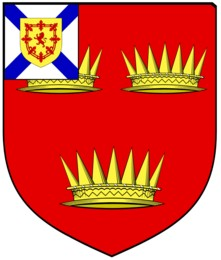
Герб вождів клану Грант.

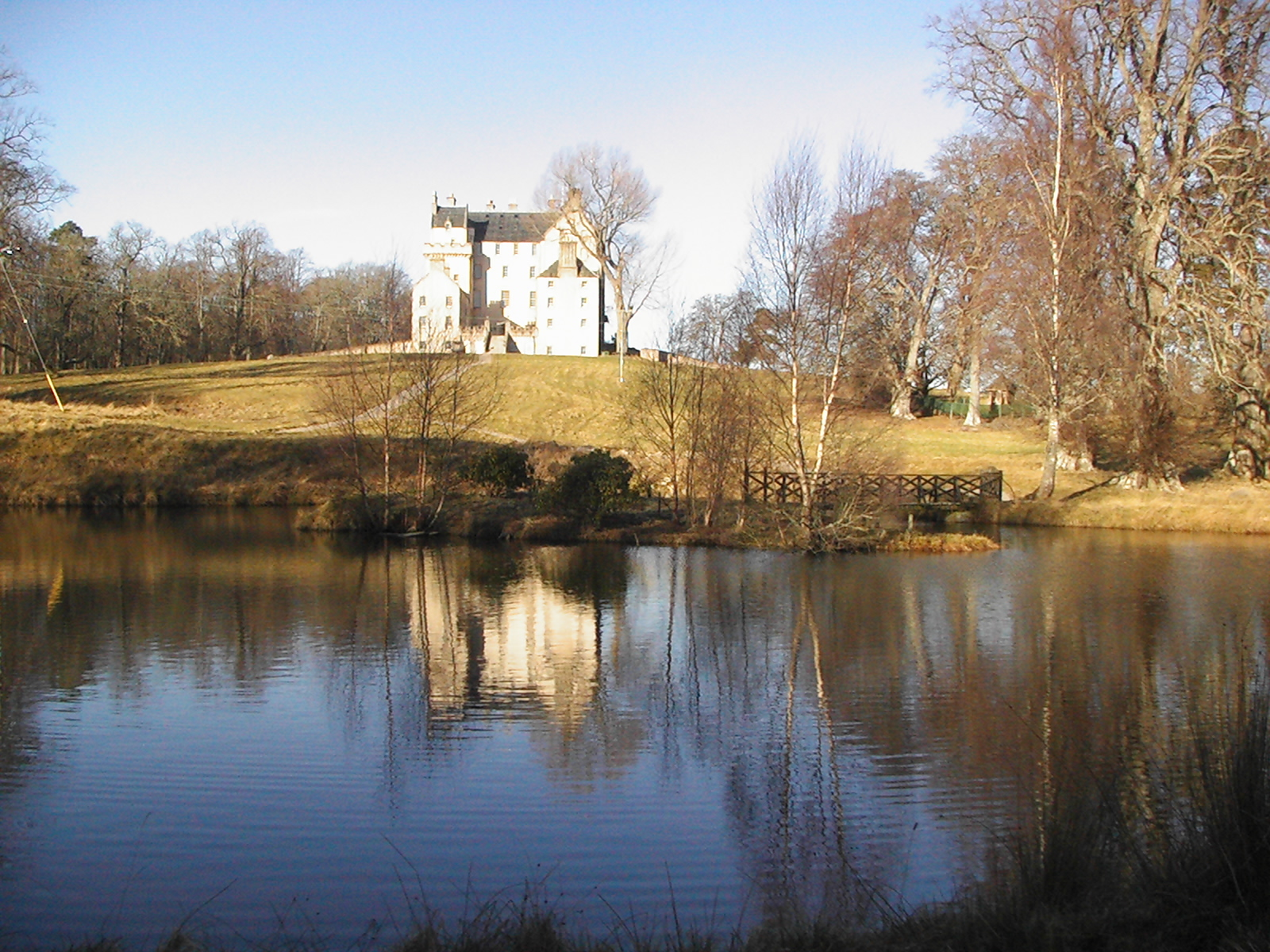
Замок Грант — резиденція вождів клану.

Клан Грант — (шотл. — Clan Grant) — один з гірських кланів Шотландії.

## Символіка клану
Девіз: «Лишайся стійким!»
Емблема: Палаючий пагорб
Землі: Стратспей, Морістон, Аркарт, Лох-Несс
Символ: Сосна
Гасло: Craigellachie!
Вождь: Сер Джеймс Патрик Тревор Ґрант

## Походження
Є різні версії походження клану Грант.
Одна версія — нормандська. Згідно з цією версією назва клану походить від франц. de Grand — великий. І предки клану прийшли на Британські острови разом з Вільгельмом Завойовником. Самі Гранти цю версію відкидають.
Інша версія (якої дотримуються самі Гранти) полягає в тому, що клан Грант походить від королівського клану МакГрегор — від Грегора Мора МакГрегора. Таким чином клан Грант споріднений з королем Кеннетом І — засновником королівства Шотландія, королем Дал Ріада, що в 844 році завоював королівство піктів і створив нове королівство — Шотландія. Щодо династії королівства Дал Ріада, що має ірландське походження, то легенди та історичні перекази наводять 46 поколінь предків засновника королівського дому Дал Ріада Ерка мак Ехаха, що помер у 474 році.
Є ще скандинавська версія походження клану Грант (яку самі Гранти теж відкидають). Згідно з цією версією, вождь вікінгів Хаакон Тронделаг — верховний лорд-захисник Норвегії, відомий як король Хакон II, отримав прізвище Хакон Грандт після своїх легендарних діянь і походів. Він правив Норвегією у 970—995 роках і мав династичний девіз «Швидко ставай». Згідно легенди, він потрапивши у засідку швидко прикрився щитом. Його син Хемінг прийняв християнство і був вигнаний з Норвегії разом зі своєю дружиною Торою. Він поселився в колонії вікінгів Доболінхе, що потім стала містом Дублін (Ірландія). Вони мали 6 дітей — 2 дочки і 4 сини. Дочки — Геррі та Астред вийшли заміж і повернулись в Норвегію, де збудували дві церкви біля Грандтсогне (округа Грант) — нині це біля Осло. Чотири сини відправились в Шотландію і Аллан (Андлоу) став засновником клану Грант. Його син — Патрік став шерифом Інвернессу.

## Історія клану Грант
Яку б версію походження клану Гран не приймали, безсумнівно, що клан Грант має королівське і дуже давнє походження — таке ж як і клан МакГрегор. Є, звичайно, родина з таким же прізвищем в Англії, але вони мають зовсім інше походження і отримали свою назву від річкової скелі — грант чи від давньої назви Кембриджа, що на давній саксонській мові називався Грантсір. На початку XVIII століття, коли назва клану МакГрегор була заборонена, представники споріднених двох кланів МакГрегор та Грант зустрілися в Брейр Атол з метою об'єднання двох кланів і визнання єдиного вождя. Зустріч тривала 14 днів, але так і не дала результатів — ніхто не хотів відступати від традиції. Хоча деякі з Грантів, наприклад лерд Балліндаллох, підкреслюючи давню спорідненість і солідарність додали патронім МакГрегор до свого прізвища.

### XII століття
Згідно традицій і переказів самих Грантів, засновником окремого клану Грант був Грегор — другий син Малькольма — вождя МакГрегорів у 1160 році. Прізвище він своє отримав від гельського слова grannda, що означає «потворний» — натяк на його зовнішність. Це цілком імовірно. Але скоріше за все одна з гілок королівського роду МакАльпін взяла собі назву клану від земель на яких поселилась. В районі Стратспею є численні торф'яники відомі як «гріантах» або Сонячна Долина. Залишки численних капищ язичницьких часів свідчать про те, що тут в давнину був важливий центр культу Сонця і влаштовувались «свята вогнів». Середньовічними літописцями місцеві жителі були названі «де Грайантах» або «де Грант». З такою версією походження назви клану погоджуються і вожді клану Грант. Їхній знак — «пагорб у вогні» — натяк на язичницьке кельтське свято Белтайн (вогонь Бела).

### XIII століття
Першим Грантом якого згадали в літописах був Грегор де Грант — шериф Інвернесса при королі Шотландії Олександрі II (1214—1249). Цей Грегор де Грант отримав у володіння Стратерік завдяки своєму шлюбу зі спадкоємицею Біссета з Ловату та Ебойну. Їх син Лоренс або Лорін був свідком у справі єпископа Морея у 1258 році і отримав великі володіння в Стратспеї, одружившись зі спадкоємицею Гілберта Коміна з Глехарні. Син Лоріна — сер Ян став відомий як прихильник Воллеса — борця за свободу Шотландії.

### XIV століття— Гранти і війна за незалежність Шотландії
Під час війни за незалежність Шотландії клан Грант підтримав Роберта Брюса — майбутнього короля Шотландії. За це їм було подаровано замок, який Роберт Брюс відібрав у своїх ворогів — клану Комін. Тепер цей замок відомий як замок Грант у Стратспеї. Відносно замку Грант існує наступний історичний переказ. Молодший син Гранта зі Стратерік втік з дочкою вождя клану МакГрегорі і одружився з нею. Пара з 30 своїми прибічниками сховалась в печері Хантлі недалеко від замку Фреухі. Комін з Фреухі був незадоволений появою у своїх володіннях чужинців і намагався їх прогнати, але марно. Прийшов вождь клану МакГрегорі зі своїми людьми і став вимагати повернути йому дочку. Вождь з'явився в печері вночі і був прийнятий гостинно. Бенкет влаштували в печері при світлі смолоскипів і молодий Грант влаштував містифікацію зі своїми людьми так, що склалося враження, що в лісі ховається ціла армія. МакГрегор вирішив помиритися з зятем. Тоді зять поскаржився йому на поведінку клану Комін. Наступного дня об'єднані сили кланів Гран та МакГрегорі напали на замок Фреухі, взяли його штурмом і вбили вождя клану Комін. Як свідчення і нагадування про цю історію в замку досі зберігається череп вождя клану Комін.

### XV століття
Замок не одразу змінив свою назву. У грамоті 1442 року Дункан Грант називає себе «володар замку Фреухі». Наступний вождь клану — сер Ян Грант приєднався до графів (ерлів) Хантлі і Марч у 1488 році і виступив на підтримку короля Шотландії Якова III проти його непокірної шляхти. На той час Гранти стали силою з якою мусили рахуватися всі. Як і всі гірські клани Шотландії, клан Грант мав свою історію кривавих набігів на землі інших кланів і битв у міжкланових війнах.

### XVI століття
Гранти мали відношення до сумнозвісної історичної події — вбивству Бонні — графа Моррею в Дунібрістлі 7 лютого 1592 року. Неприємності почались, коли граф Хантлі, вождь клану Гордон і лідер католиків півночі, остерігаючись протестантів, поїхав у свої володіння і продовжив будівництво замку Рутвен в землі Баденох, поруч біля володінь Грантів. Цей замок будувався як загроза і застереження кланам Грант та конфедерації кланів Хаттен. У результаті клани конфедерації Хаттан, які були васалами графа Гантлі, відмовились постачати матеріали для будівництва замку. Джон Грант, як орендатор маєтку Балліндаллох, відмовився платити вдові лерда, сестрі Гордона з Лесмор. Під час наступного конфлікту в сутичці Гордон був вбитий, Джона Гранта оголосили поза законом, Балліндаллох був захоплений людьми Хантлі. Це було 2 листопада 1590 року. після цього клани Грант та Макінтош попросили захисту в графів Атолу та Морею. Ті в свою чергу відмовились видати Хантлі втікачів, і коли в Форрес раптово з'явився Хантлі, то Гранти втекли в Дарнлі, в замок графа Морея. Тут в одного з Гордонів стріляв один з людей графа Морея. Через це спалахнула ворожнеча між графами Мереєм та Хантлі. Пізніше, коли граф Ботвелл після спроби замаху на життя канцлера Мейтленда сховався в домі Моррея в Дунібрістлі, Хантлі напав на ці землі. Тут Гордон знову був поранений — цього разу смертельно, а граф Моррей під час втечі від людей Хантлі був вбитий. Проти Грантів Хантлі надіслав в Стратспей великий загін з Лохаберу, який вбив 18 Грантів і зруйнував землі Балліндаллоху. Потім, коли проти Хантлі виступив молодий граф Аргайллу, то Гранти в битві під Гленлівет були на стороні графа Аргайлла. Але Аргайлл отримав поразку.

### XVII століття
У 1613 році король Шотландії Яків VII надіслав вождю клану Грант скаргу про те, що клан Грант переховує злочинців, які завинили перед кланом МакГрегор. У відповідь на це вождь клану Грант відправив королю горезвісного Алестера МакАлістера в Единбург. Але король все одно був не задоволений і в 1615 році король оштрафував клан Грант на 16 000 мерків.
У часи громадянської війни на Британських островах клан Грант на відміну від багатьох інших шотландських кланів підтримав республіканців — капітан Девід Грант повів свої загони проти роялістів в битві під Тіппермур у 1644 році.
У жовтні 1645 року клан Камерон здійснив рейд на землі клану Грант. Гранти погналися за Камеронами, наздогнали їх і багато людей з клану Камерон були вбиті.
У 1651 році шотландський уряд ворогував з Кромвелем і XVI вождь клану Грант — сер Джеймс Грант став на сторону роялістів і боровся за короля в битві під Вустері. Утворився союз між кланом Грант і графом Ханлі, що призвело до майже цілковитого знищення клану Фаркухарсон.
Після громадянської війни клан Грант підтримував британський уряд — більше 600 людей з клану Грант були в лавах полковника Лівінгстона, що воював на підтримку Вільгельма Оранського і переміг якобітів в битві під Кромдейл 1690 року. Ці ж самі Гранти воювали проти Грантів Гленморістон, які підтримували якобітів. Вони зітнулися між собою в битві під Кіллікранкі у 1689 році.

### XVIII століття
Під час повстання якобітів у 1715 році основна частина Грантів підтримала британський уряд. Але у 1715 році лерд Грант відкликав свої війська, що призвело до поразки урядових британських військ під Скірміш Алнесс. Пізніше Гранти воювали з обох сторін і під час поразки якобітів біля Шеріффмур багато якобів хотіли здатися саме генералу Гранту.
У 1725 році були сформовані загони шотландців для підтримки британського уряду — так звані «Блек Вотч» — «Чорна варта» — один з таких загонів був саме з клану Грант.
Під час повстання якобітів у 1745 році клан Гран підтримав британський уряд, але черговий раз у вирішальний момент повернув свої загони, що призвело до поразки урядових військ у битві під Інверурі.
Гранти з Гленморістон підтримували якобітів і саме їм завдячують якобіти перемозі в битві під Престонпанс у 1746 році. Пізніше 84 Гранти з Гленморістон були захоплені в полон, відвезені на острів Барбадос і продані в рабство.
Наприкінці XVIII століття багато шотландців змушені були емігрувати не витримавши змін які відбувалися в Шотландії, ламали старий віковий устрій і звичаї. Цьому намагався протидіяти вождь клану Грант — Добрий Сер Джеймс (вождь клану в 1773—1811 роках). Він будував місто Грантаун-он-Спей для того щоб забезпечити людей житлом і роботою, будував млини, школи, заводи, притулки, лікарні. Місто Грантаун-он-Спей стало пам'ятником вірності Шотландії та її народу клану Грант.